# Kuikuro
Los Kuikuro son un pueblo originario de Brasil que actualmente habita en las aldeas Ipatse, Akuhugi y Lahatuá del Parque Indígena de Xingu, estado de Mato Grosso. Su nombre proviene del de su antigua aldea de Kuhikugu, que significa "los verdaderos peces aguja" kuhi (Potamorrhaphis). Su idioma pertenece a la familia Caribe.

## Historia
Los hallazgos arqueológicos en la región indican que el poblamiento comenzó hacia el final del primer milenio de nuestra era.  Según estudios realizados en la región del Xingu, hacia el año 1400 las aldeas indígenas habían alcanzado grandes proporciones, encontrándose construcciones con estructuras, empalizadas, plazass y puertas de entrada, con puentes y caminos principales con ángulos congruentes entre sí. Se estima que cerca de 10.000 indios vivían en la región en ese momento.
Tehukugu (X14), con una casa circular de 55 m de diámetro data de 1510. En esa época se podía distinguir un complejo oriental Caribe, que incluía los extintos Yarumá y un complejo occidental arawak, separados por el río Culuene. Se estima que a mediados del siglo XVIII grupos Caribe ocuparon los territorios al oeste del Culuene.
El poblado más grande, identificado por los arqueólogos como X11 y llamado Kuhikugo o "Lamakuka", tenía fortificaciones defensivas; plazas grandes, una de 150 m de ancho; varias calles y represas para piscicultura. En los alrededores se encuentran amplias extensiones de terra preta como resultado de la agricultura itinerante y se ven rastros de las vías que comunicaban X11 con otras poblaciones.
Uno de los primeros contactos de los Kuikuros con los europeos fue con la expedición del alemán Karl von den Steinen en 1884. Steinen es conocido en las narraciones Kuikuro como Kalusi, "el primer hombre blanco a venir en paz." La historia oral del Kuikuro se remonta incluso antes de Steinen, al primer hombre europeo que visitó el Xingu, aunque estas personas no eran como Steinen y capturaron y mataron a indios y eran conocidos como bandeirantes. Durante el contacto con los europeos, muchas enfermedades mortales fueron distribuidas a los indios y su número cayó dramáticamente. Se estima que la población descendió de 3.000 indios en 1900 a poco más de 700 indios a fines de 1940. Actualmente se cree que la legendaria "gran ciudad" que buscaba elexplorador Percy Fawcett, cuando desapareció en 1925, era X11 o en general el complejo de poblados Kuikuro.
La delimitación del Parque Indígena Xingú en 1961, fue hecha con área diez veces menor de la que de acuerdo con estudios previos se proyectó en 1952, y excluía territorios de varios grupos indígenas, como los Waurá, Mehináku), Kuikuro, Kalapalo, Matipu e Nahukwá. En 1968 fue modificado el límite sur, pero los territorios de estos grupos sólo fueron parcialmente incluidos. una nueva ampliación en 1971, incluyó la mayoría de estos territorios, pero aun dejó fuera sitios tradicionales de pesca de los caribes.

## Economía
La subsistencia depende principalmente de la agricultura y la pesca. Los productos cultivados más importantes son yuca, batata, pequí, maíz, algodón, ají, banano, papaya, sandía, tabaco, achiote y limón.  También cazan y recolectan miel, frutos silvestres, huevos de tortuga y hormigas comestibles. La artesanía de ollas de cerámicas, hamacas, cestos, esteras, bancos de madera, collares, cinturones y adornos de plumas, además de ser fundamental para la vida diaria y los intercambios entre aldeas y tratos previos a los matrimonios, actualmente permiten ingresos monetarios para comprar artículos diversos.

## Organización social
Tienen un sistema de parentesco dravídico con primos paralelos considerados hermanos y matrimonio preferencial entre primos cruzados. La pareja va a residir en la aldea de la mujer y el hombre trabaja para el suegro hasta tener su primer hijo. La línea de descendencia es bilateral. Siempre reconocen o designan un o una líder oto, de la aldea, de la casa y en cada actividad.

## Lengua
El idioma kuikuro hace parte de la familia de lenguas caribe.  Registra cuatro dialectos: kuikuro sur, kalapalo, nahukuá y matipí.  El kuikuro todavía se usa en todos los aspectos de la vida de diaria, excepto para la comunicación con otras etnias. Los matrimonios mixtos, la escolaización y el mayor acceso a la televisión y el comercio con el mundo exterior han aumentado la necesidad del uso de  portugués.